# Kerkstraat (Damme)
De Kerkstraat is de hoofdstraat van de West-Vlaamse stad Damme. De straat loopt van het noorden naar het zuiden en verbindt de Damse Vaart in het westen met de Vivensteenweg richting Vivenkapelle in het zuiden. De straat is genoemd naar de Onze-Lieve-Vrouw-Hemelvaartkerk die ten westen van de straat staat. Een ander belangrijk monument is het Sint-Janshospitaal.
De Kerkstraat is de locatie van de dam in het Zwin, waarnaar de stad Damme is genoemd. Deze dam werd waarschijnlijk kort voor 1180 aangelegd. De eerste bebouwing ontstond aan de westzijde van deze dam.
Het wegdek van de Kerkstraat bestaat uit kasseien. De straat is als kasseistrook van 500 meter lang opgenomen in de Guido Reybrouck Classic, een wielerwedstrijd voor juniores met start en finish in Damme. De strook wordt in 2025 ook opgenomen in de eerste etappe van de Ronde van België.